# Segundo gobierno militar estadounidense en Cuba
El Segundo gobierno militar estadounidense en Cuba fue un gobierno militar provisional en Cuba que se estableció después de la renuncia del presidente cubano Tomás Estrada Palma tras la Guerrita de agosto de 1906, cuando los liberales cubanos se levantaron en armas contra el gobierno de Estrada Palma, el cual, tras sofocar la breve guerra civil, llamó a una nueva intervención militar de los Estados Unidos. Su misión era impedir los enfrentamientos entre los cubanos, proteger los intereses económicos estadounidenses allí y celebrar elecciones libres para establecer un gobierno nuevo y legítimo. Tras la elección de José Miguel Gómez en noviembre de 1908, los funcionarios estadounidenses consideraron que la situación en Cuba era lo suficientemente estable como para que Estados Unidos retirara sus tropas, proceso que se completó en febrero de 1909. Este período también fue referido como la Segunda ocupación estadounidense de Cuba, para distinguirlo de la primera ocupación de 1898 a 1902. 

## Antecedentes
El papel de Estados Unidos en los asuntos cubanos, sus responsabilidades y prerrogativas, derivaban del Tratado cubano-estadounidense de 1903, que Cuba y Estados Unidos habían firmado el 22 de mayo de 1903, y ratificado en 1904. Artículo III declaró: Contenía esta disposición:
El Gobierno de Cuba consiente que los Estados Unidos puedan ejercer el derecho de intervenir para la preservación de la independencia cubana, el mantenimiento de un gobierno adecuado para la protección de la vida, la propiedad y la libertad individual, y para el cumplimiento de las obligaciones impuestas con respecto a Cuba. por el Tratado de París con los Estados Unidos, que ahora será asumido y emprendido por el Gobierno de Cuba.
El conflicto entre los partidos políticos cubanos comenzó durante las elecciones presidenciales de septiembre de 1905, en las que Tomás Estrada Palma y su partido manipularon las elecciones para asegurar la victoria sobre el candidato liberal, José Miguel Gómez. Los liberales orquestaron una revuelta en agosto de 1906. Ambos bandos solicitaron la intervención militar de Estados Unidos; el gobierno esperaba apoyo para reprimir la rebelión y sus oponentes esperaban nuevas elecciones supervisadas. Cuando Estrada Palma pidió tropas estadounidenses, el presidente Roosevelt se mostró inicialmente reacio. Envió al Secretario de Guerra William Howard Taft y al Subsecretario de Estado Robert Bacon a mantener conversaciones en busca de una resolución negociada de las diferencias entre las partes. Al llegar el 19 de septiembre, Taft y Bacon se reunieron con los líderes de ambos partidos. Cuando Estrada Palma reconoció que Roosevelt no estaba preparado para apoyar su posición, dimitió el 28 de septiembre de 1906.